# Конституція Республіки Алтай
Конституція Республіки Алтай є Основним законом Республіки Алтай. Прийнята Законом Республіки Алтай від 7 червня 1997 р. N 21-4. Із змінами від 2 червня 1999 р., 14 лютого, 29 травня, 11, 12 вересня, 1 листопада 2001 р., 19 березня, 20 грудня 2002 р., 12 листопада 2003 р., 1 грудня 2004 р., 15 квітня, 18 жовтня 2005 р., 12 січня 2006 р.
Складається з:
- преамбули «Ми, повноважні представники багатонаціонального народу Республіки Алтай,
  - виражаючи його волю і інтереси,
  - усвідомлюючи відповідальність за забезпечення гідного життя і благополуччя для нинішнього і майбутнього поколінь, збереження і розвиток культурних і духовних цінностей, зміцнення державності,
  - затверджуючи права і свободи людини, цивільний мир і згоду,
  - виражаючи прихильність принципам соціальної справедливості, добра і сповнені рішучості створення правової і соціальної держави,
  - виходячи з федерального пристрою, рівноправ'я і самовизначення народів в Російській Федерації,
  - підтверджуючи історичну спільність своєї долі з Росією і її багатонаціональним народом,
  - приймаємо першу Конституцію Республіки Алтай і проголошуємо її Основним Законом Республіки Алтай.
  - Добровільне входження алтайців до складу Росії і тривале знаходження під її юрисдикцією створили умови для збереження історичної території, утворення державності, збереження національної самобутності і ухвалення першої Конституції Республіки Алтай»;
- 7 розділів;
- 19 глав;
- і 170 статей.

## Історична довідка
Конституція Республіки Алтай прийнята Законом Республіки Алтай від 7 червня 1997 р. N 21-4. До неї внесено 23 поправки і тепер вона повністю відповідає федеральному законодавству. Всього було розглянуто 62 поправки в алтайську конституцію, 10 статей було виключено. Але перед депутатами не стояло завдання змінити основні 
положення Конституції, її принципи. Поправки носять технічний характер. Конституція видана окремою книгою на території Республіки Алтай.